# Waren (Müritz)
Waren (Müritz) è una città di 21 164 abitanti del Meclemburgo-Pomerania Anteriore, in Germania.

Appartiene al circondario della Seenplatte del Meclemburgo.

## Amministrazione

### Gemellaggi
Waren è gemellata con:
- Schleswig, dal 1990
- Springe, dal 1990
- Rokkasho, dal 1994
- Magione, dal 1997
- Suwałki, dal 1999
- Gorna Orjachowiza, dal 2002